# Fußballweisheit

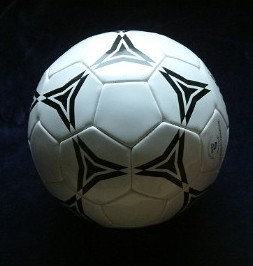
Der Ball ist rund

Fußballweisheit (seltener Fußballerweisheit) ist die allgemeine Bezeichnung für eine kurze, zumeist nur aus einem Satz bestehende Aussage aus dem Umfeld des Fußballsports. Es gibt keine einheitliche Begriffsklärung der „Fußballweisheit“. So handelt es sich beispielsweise bei einer linguistisch eng definierten Fußballweisheit um eine banale, vom Inhalt her wahre Aussage (Binsenweisheit). Andererseits gilt auch eine aus der fußballsportlichen Erfahrung abgeleitete, vermutliche Erkenntnis als Fußballweisheit. Diese kann wahr sein, sie kann aber auch – nach genauerer Analyse – unzutreffend oder sogar widersprüchlich sein. Schließlich werden auch Versprecher, Stilblüten, Bonmots oder andere spontane Aussagen von Fußballern und Trainern in Zitatensammlungen unter dem Begriff „Fußballweisheiten“ zusammengefasst.
Fußballweisheiten werden gelegentlich – auch unter Erwähnung des Urhebers – als Auflockerung in der Sportberichterstattung verwendet.

## Begriff und Entstehung
Urheber von Fußballweisheiten sind Fußballtrainer oder -spieler, die beispielsweise während eines Interviews gedrängt werden, ein Spiel oder eine als besonders wahrgenommene Situation zu kommentieren, und sich dann bei der Suche nach einer sinnvollen, erklärenden Aussage in Gemeinplätze flüchten.
Die immer wieder zitierten Aussagen von Sepp Herberger wurden bereits in den 1950er Jahren als „Sprachschöpfungen“ erwähnt. Der ironische Begriff „Fußballweisheit“ taucht aber erst in den frühen 1960er Jahren in der Literatur auf, beispielsweise 1961 in dem Roman Der Ruhm kennt keine Gnade von Gerd Krämer: „Für den Engländer gab es keinen Zweifel. ‚Never change a winning team‘ ! zitierte er die alte englische Fußballweisheit, eine erfolgreiche Mannschaft auf keinen Fall umzubesetzen.“
Zusätzlich haben sich Beobachtungen von Trainern oder Sportreportern bezüglich der Spielweise, der Taktik oder des Charakters bestimmter Spielerpositionen zu vermutlichen Erkenntnissen verfestigt und werden durch häufige Wiederholung zu „Fußballweisheiten“. Bei genauerer Analyse kann sich aber herausstellen, dass es sich dabei oft um reine Mutmaßungen und keine statistisch belegbaren Regelmäßigkeiten handelt.
Das englische Äquivalent für Fußballweisheit ist soccer adage, und Herbergers Sprüche sind auch im englischen Sprachraum bekannt.

## Fußballweisheit – eine Binsenweisheit

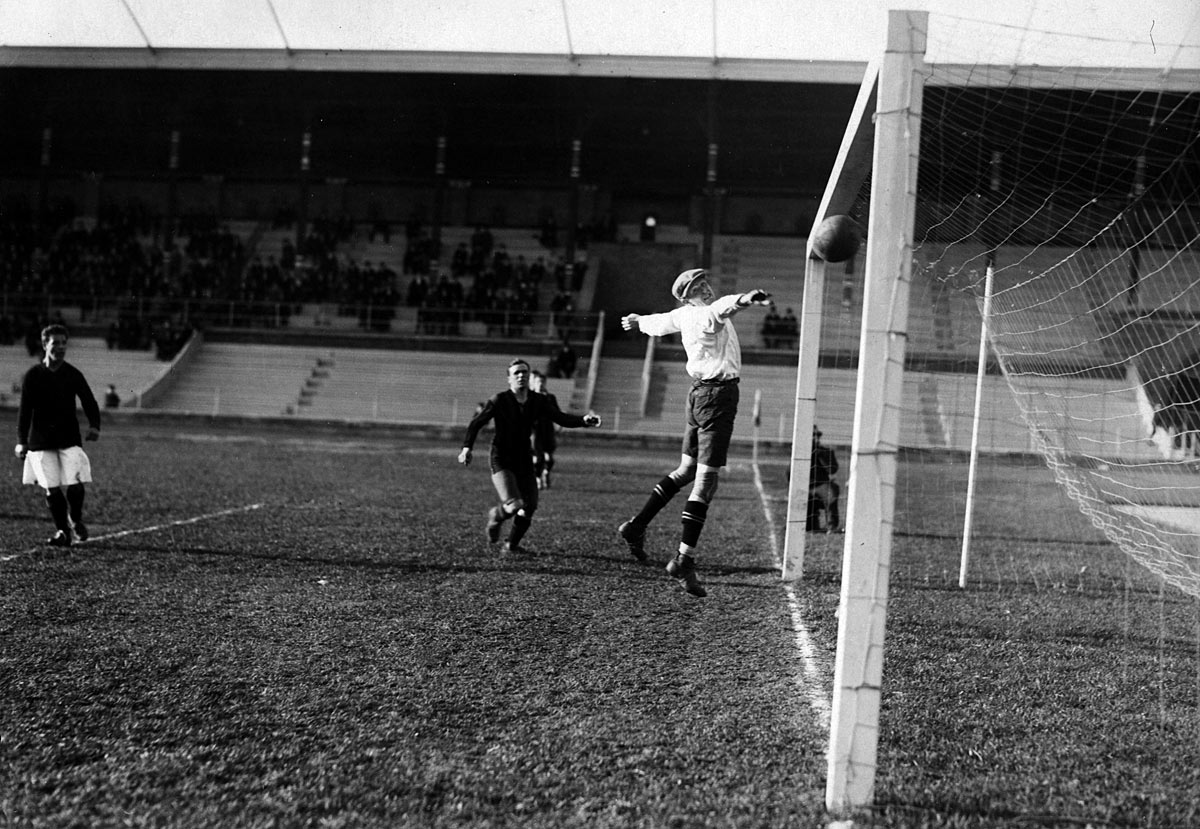
Das Runde muss ins Eckige

Der Linguist und Dialektologe Norbert Richard Wolf definiert Fußballweisheiten (auch Fußballerweisheiten) als „ewig gültige Wahrheiten“, also „banale immer noch geltende Weisheiten“: „Diese und ähnliche Äußerungen werden vom jeweiligen Kontext isoliert und als zeitlose Maximen hingestellt; sie sind – immer noch und immer wieder kontextfrei – so einfach, dass sie nur wahr sein können... “ Der ehemalige Fußballspieler, Funktionär und Lobbyist Oliver Bierhoff bezeichnet sie kurz als „simple Wahrheiten“.
Nach dieser Definition hat sich Sepp Herberger (1897–1977), deutscher Reichs- (1936–1942) und Bundestrainer (1950–1964), mit seinen trivialen Aussagen den Status eines „Philosophen“ in Sachen Fußballweisheiten erworben:
- Der Ball ist rund und das Spiel dauert 90 Minuten.[8][9][10][11]
- Das Runde muss ins Eckige.[12]
- Nach dem Spiel ist vor dem Spiel.[8]
- Der nächste Gegner ist immer der schwerste.[13]
- Die Leute gehen zum Fußball, weil sie nicht wissen, wie es ausgeht.[1]

Auch Franz Beckenbauer, ehemaliger deutscher Fußballspieler (1964–1983), Teamchef (1984–1990) und Fußballfunktionär (1998–2010), hat besonders in seiner Zeit als Fernsehkommentator gelegentlich zitierte Banalitäten beigetragen:
- Am Ergebnis wird sich nicht mehr viel ändern, es sei denn, es schießt einer ein Tor.[14]
- Die Schweden sind keine Holländer – das hat man ganz genau gesehen.[14]
- Abseits ist, wenn der Schiedsrichter pfeift. [15]

Über den ehemaligen deutschen Fußballspieler und -trainer Andreas Brehme, den Elfmeterschützen zum Siegtreffer im Finale der Fußball-Weltmeisterschaft 1990, schreibt der Journalist und Autor Arnd Zeigler: „Brehme-Interviews bestechen in aller Regel durch eine fragile, fast unwirklich schöne Poesie und Andersartigkeit“:
- Von der Einstellung her stimmte die Einstellung.
- Haste Scheiße am Fuß, haste Scheiße am Fuß.

Die Auflistung solcher ‚Weisheiten‘ von berühmten Protagonisten des Fußballs lässt sich beliebig fortsetzen. Thematisch oder nach Personen sortiert findet man sie in Zitatensammlungen mit Fokus auf Fußball.
Weitere banale Fußballweisheiten wie Die Tabelle lügt nicht, Ein Tor würde dem Spiel jetzt gut tun oder Wer gewinnen will, muss Tore schießen sind im Laufe der Zeit im Umfeld des Sports entstanden, lassen sich aber nicht mehr direkt einer bestimmten Person zuordnen.

## Fußballweisheit – eine nicht immer zutreffende Erkenntnis
Auch eine Erfahrung im Fußballsport oder in dessen Umfeld, die dann von der persönlichen Vermutung her als sportliche oder taktische Erkenntnis zusammengefasst wird, wird als Fußballweisheit bezeichnet. Dazu gehören beispielsweise:
- Der Gefoulte sollte den Elfmeter nicht selbst ausführen.[22]
- Wer die Zweikämpfe gewinnt, gewinnt das Spiel.[23]
- Never change a winning team.[24]
- Elf Freunde müsst ihr sein.[25]
- Das Gebälk ist der beste Verbündete des Torhüters.[26]

Auf der Basis von 3000 Spielanalysen hat der Sportwissenschaftler Roland Loy statistische Untersuchungen einiger dieser Aussagen angestellt. Dabei konnte er – im Gegensatz zu den verbreiteten Fußballweisheiten – feststellen, dass nur in gut 40 % der Spiele diejenige Mannschaft gewinnt, die mehr Zweikämpfe für sich entschieden hat, und dass die Erfolgsquote beim Strafstoß bei 77 % liegt, unabhängig davon, ob der Gefoulte den Strafstoß schießt oder einer seiner Mitspieler. Nach diesen und weiteren Untersuchungen kommt Loy zu dem Schluss: „Bei unzähligen Fußballweisheiten handelt es sich um die reinsten Irrtümer!“ Es lasse sich zeigen, dass „... viele der uns seit Kindertagen vertrauten und allgemein akzeptierten Glaubenssätze zum Fußballsport gar nicht richtig sind, sondern es sich bei zahlreichen der sogenannten Fußballweisheiten um nichts anderes als unzutreffende Phrasen und Gemeinplätze handelt.“
Der theoretische Soziophysiker Andreas Heuer hat die Aussage, dass eine Mannschaft nach mehreren Siegen hintereinander als besonders stark und selbstbewusst gilt, an 12.000 Spielen der Fußballbundesliga seit 1965 untersucht. Im Gegensatz zu Mannschaften, die viermal hintereinander verloren hatten und etwa acht Spiele brauchten, bis sie wieder einmal gewinnen konnten, spielten Mannschaften mit vier Siegen hintereinander nachweislich unter ihren Fähigkeiten. Heuers Analyse erlaubte weiterhin die Aussage: „Die Zahl der Heimtore lasse sich sehr gut als reiner Würfelprozess beschreiben“.

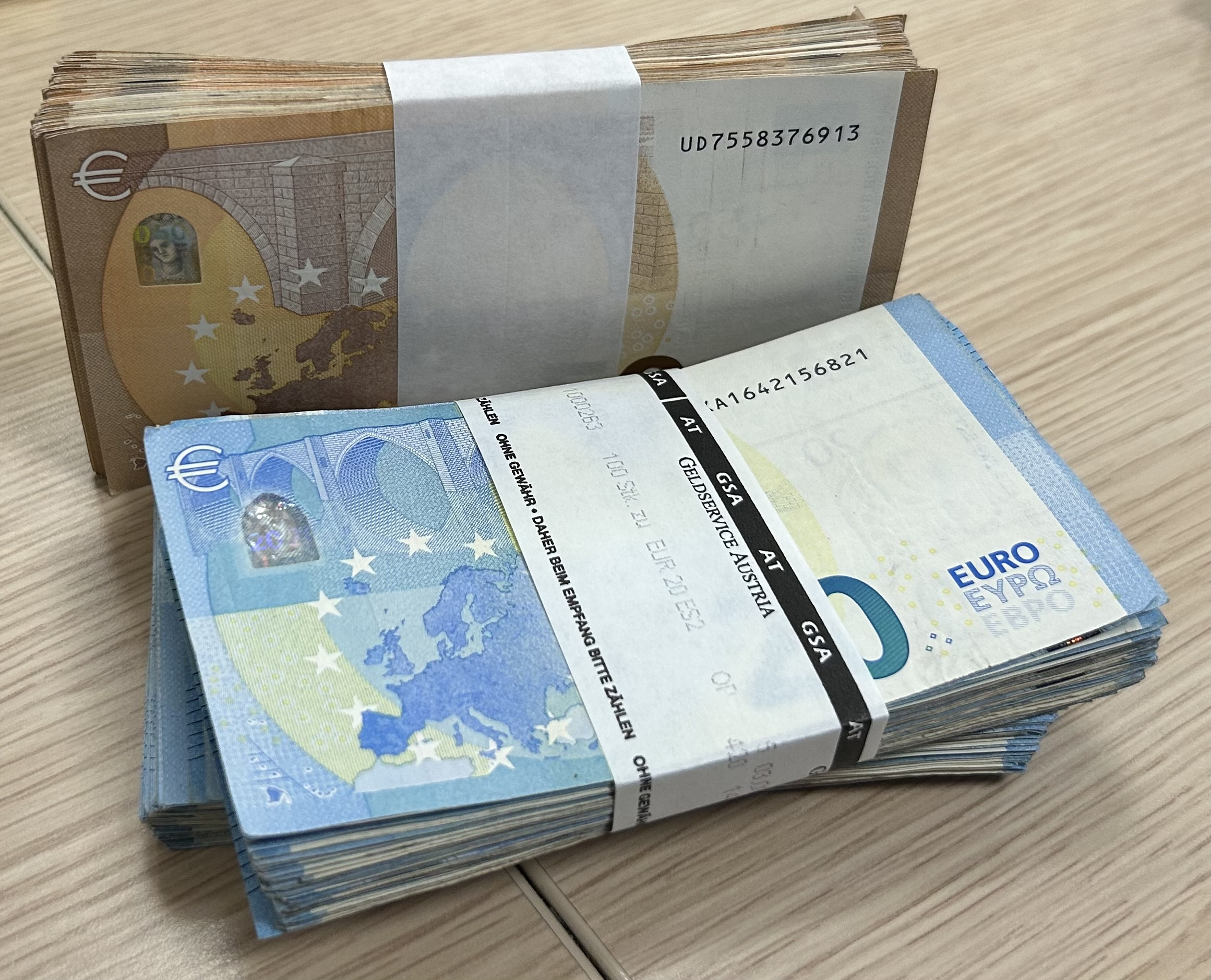
Geld schießt keine Tore (oder doch?)

Ein Fazit von Otto Rehhagel aus seiner Zeit als Trainer in München (1995–1996), das den Transfermarkt und das Management betrifft, ist ein weiteres Beispiel für eine widersprüchliche Erkenntnis:
- Geld schießt keine Tore.[32]

Ohne den Zusammenhang zu kennen, wird diese Fußballweisheit auch in dem Sinne verwendet, dass selbst hohe Summen für einen vermutlich guten Spieler keine Garantie für Tore und den damit verbundenen Erfolg sind. Eine Studie der Forschungsgruppe Football Observatory am Internationalen Zentrum für Sportstudien (CIES) im Schweizer Neuchatel untersuchte diese Frage mit einer Analyse der Transferausgaben der jeweils ersten Fußballligen in England, Italien, Spanien, Frankreich und Deutschland. Das Ergebnis war eindeutig zweideutig: Bei einigen Clubs bewirkten hohe Investitionen einen oberen Tabellenplatz (Geld schießt Tore); andere Clubs, die ebenso viel oder noch mehr investiert hatten, lagen weit in der Tabelle zurück (Geld schießt keine Tore).
Seine 1990er-Jahre-Erkenntnis relativierte Rehhagel selber 2017 in einem Interview mit einer weiteren Weisheit: „Der beste Fußball wird dort gespielt, wo das meiste Geld ist.“

## Fußballweisheit – Versprecher, Stilblüte, Bonmot, spontane Aussage
Basierend auf der Popularität des Fußballspiels und dem Unterhaltungswert von Fußballeraussagen wurden und werden literarische Sammlungen publiziert, die Zitate von Fußballern und Trainern nach unterschiedlichen Kriterien zusammenfassen und auflisten. In dieser Art der Unterhaltungsliteratur ist die Anwendung der Kriterien von Sprach- und Sportwissenschaftlern nicht erforderlich und so werden auch Versprecher, Stilblüten, Bonmots und weitere spontane Sprüche den „Fußballweisheiten“ zugeordnet. Auch im Sportjournalismus erfolgt eine solche, eher großzügige Verwendung des Begriffs.